# U-17-Fußball-Südamerikameisterschaft der Frauen 2018
Die U-17-Fußball-Südamerikameisterschaft der Frauen 2018 fand vom 7. bis zum 25. März 2018 statt. Es war die sechste Ausgabe des Turniers.
Der Turniersieger sowie die zweitbeste Mannschaft qualifizierten sich für die U-17-Weltmeisterschaft 2018 in Uruguay. Sollte einer der ersten beiden Abschlussplätze an Uruguay gehen, so wäre der Drittplatzierte für die WM startberechtigt, weil Uruguay als Ausrichter der WM einen Teilnehmerplatz hatte. Aus der Veranstaltung ging die U-17 Brasiliens zum dritten Mal als Sieger hervor. Zweite wurden die Kolumbianerinnen. Torschützenkönigin des Turniers war mit sieben erzielten Treffern die Kolumbianerin Maireth Pérez.

## Spielorte
Die Partien der U-17-Südamerikameisterschaft wurden in zwei Stadien ausgetragen:
- Estadio del Bicentenario – San Juan – 25.286 Plätze
- Estadio Ingeniero Hilario Sánchez – San Juan – 21.500 Plätze

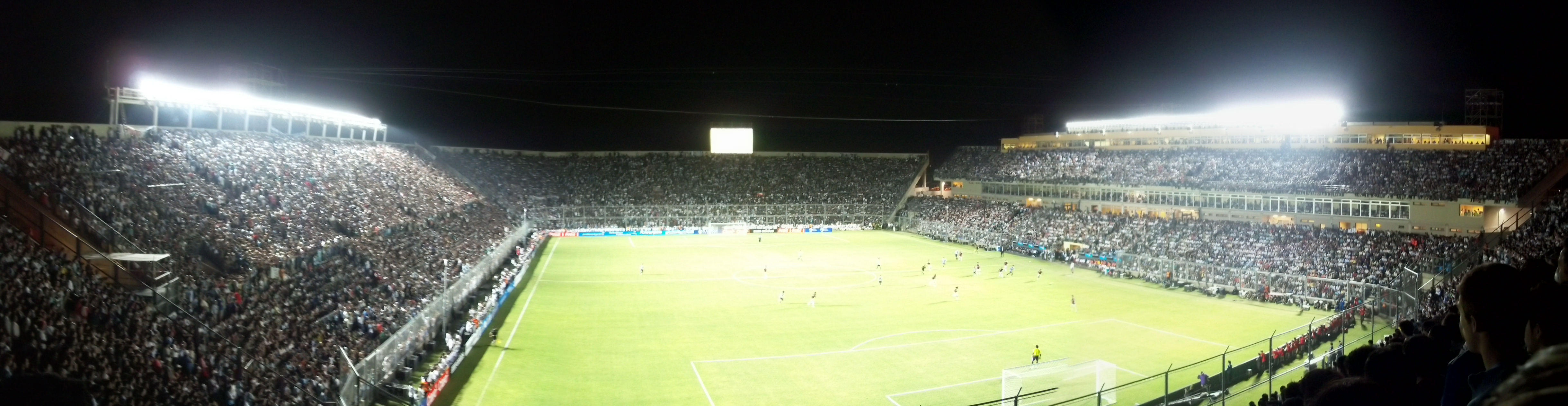
Estadio del Bicentenario
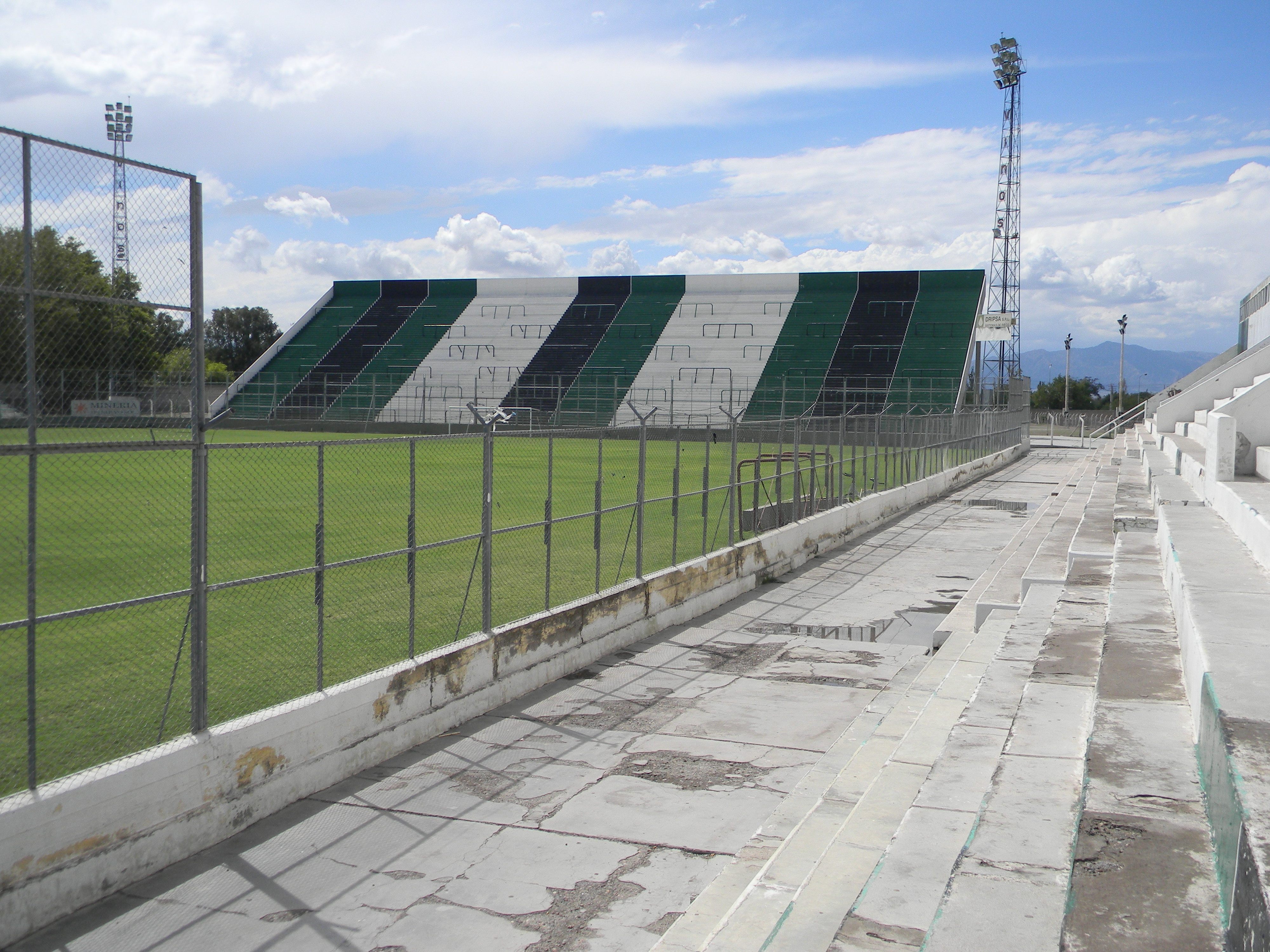
Estadio Ingeniero Hilario Sánchez

## Modus
Gespielt wurde eine Vorrunde in zwei Fünfer-Gruppen. Die anschließende Finalphase mit den zwei gruppenbesten Mannschaften wurde im Gruppenmodus ausgetragen.
Es nahmen am Turnier die Nationalmannschaften Argentiniens, Boliviens, Brasiliens, Chiles, Ecuadors, Kolumbiens, Paraguays, Perus, Uruguays und Venezuelas teil.

## Vorrunde

### Gruppe A
| Pl.                             | Land        | Sp. | S | U | N | Tore    | Diff. | Punkte |
| ------------------------------- | ----------- | --- | - | - | - | ------- | ----- | ------ |
| 1.                              | Kolumbien   | 4   | 4 | 0 | 0 | 012:100 | +11   | 12     |
| 2.                              | Brasilien   | 4   | 3 | 0 | 1 | 006:100 | +5    | 09     |
| 3.                              | Argentinien | 4   | 1 | 1 | 2 | 004:800 | −4    | 04     |
| 4.                              | Peru        | 4   | 1 | 0 | 3 | 002:100 | −8    | 03     |
| 5.                              | Ecuador     | 4   | 0 | 1 | 3 | 004:800 | −4    | 01     |
| Qualifiziert für die Finalrunde |             |     |   |   |   |         |       |        |

|                                   |   |             |           |
| 7.3. in Estadio del Bicentenario  |   |             |           |
| Brasilien                         | – | Ecuador     | 1:0 (1:0) |
| Argentinien                       | – | Kolumbien   | 0:4       |
| 9.3. in Estadio del Bicentenario  |   |             |           |
| Kolumbien                         | – | Peru        | 4:0 (1:0) |
| Argentinien                       | – | Brasilien   | 0:2 (0:2) |
| 11.3. in Estadio del Bicentenario |   |             |           |
| Brasilien                         | – | Peru        | 3:0 (2:0) |
| Argentinien                       | – | Ecuador     | 2:2 (0:1) |
| 14.3. in Estadio del Bicentenario |   |             |           |
| Ecuador                           | – | Peru        | 1:2 (1:0) |
| Brasilien                         | – | Kolumbien   | 0:1 (0:1) |
| 16.3. in Estadio del Bicentenario |   |             |           |
| Kolumbien                         | – | Ecuador     | 3:1 (0:1) |
| Peru                              | – | Argentinien | 0:2 (0:1) |

### Gruppe B
| Pl.                             | Land      | Sp. | S | U | N | Tore    | Diff. | Punkte |
| ------------------------------- | --------- | --- | - | - | - | ------- | ----- | ------ |
| 1.                              | Uruguay   | 4   | 3 | 1 | 0 | 005:100 | +4    | 10     |
| 2.                              | Venezuela | 4   | 2 | 2 | 0 | 007:100 | +6    | 08     |
| 3.                              | Chile     | 4   | 1 | 2 | 1 | 004:400 | ±0    | 05     |
| 4.                              | Paraguay  | 4   | 1 | 1 | 2 | 007:500 | +2    | 04     |
| 5.                              | Bolivien  | 4   | 0 | 0 | 4 | 001:130 | −12   | 0      |
| Qualifiziert für die Finalrunde |           |     |   |   |   |         |       |        |

|                                  |   |           |           |
| 8.3. in Estadio Hilario Sánchez  |   |           |           |
| Paraguay                         | – | Chile     | 2:2 (1:0) |
| Venezuela                        | – | Uruguay   | 0:0       |
| 10.3. in Estadio Hilario Sánchez |   |           |           |
| Uruguay                          | – | Bolivien  | 3:1 (1:1) |
| Venezuela                        | – | Paraguay  | 2:0 (1:0) |
| 13.3. in Estadio Hilario Sánchez |   |           |           |
| Paraguay                         | – | Bolivien  | 5:0 (2:0) |
| Venezuela                        | – | Chile     | 1:1 (0:0) |
| 15.3. in Estadio Hilario Sánchez |   |           |           |
| Chile                            | – | Bolivien  | 1:0 (1:0) |
| Paraguay                         | – | Uruguay   | 0:1 (0:0) |
| 17.3. in Estadio Hilario Sánchez |   |           |           |
| Uruguay                          | – | Chile     | 1:0 (1:0) |
| Bolivien                         | – | Venezuela | 0:4 (0:3) |

## Finalrunde
| Pl. | Land      | Sp. | S | U | N | Tore    | Diff. | Punkte |
| --- | --------- | --- | - | - | - | ------- | ----- | ------ |
| 1. | Brasilien | 3   | 2 | 0 | 1 | 005:200 | +3    | 06     |
| 2. | Kolumbien | 3   | 1 | 1 | 1 | 003:200 | +1    | 04     |
| 3. | Uruguay   | 3   | 1 | 1 | 1 | 003:400 | −1    | 04     |
| 4. | Venezuela | 3   | 1 | 0 | 2 | 002:500 | −3    | 03     |
| U-17-Südamerikameister und qualifiziert für die U-17-WM 2018 Qualifiziert für die U-17-WM 2018 Qualifiziert für die U-17-WM 2018 als Ausrichter |           |     |   |   |   |         |       |        |

|                                   |   |           |           |
| 21.3. in Estadio del Bicentenario |   |           |           |
| Kolumbien                         | – | Venezuela | 2:0 (1:0) |
| Uruguay                           | – | Brasilien | 2:1 (0:1) |
| 23.3. in Estadio del Bicentenario |   |           |           |
| Uruguay                           | – | Venezuela | 0:2 (0:0) |
| Kolumbien                         | – | Brasilien | 0:1 (0:0) |
| 25.3. in Estadio del Bicentenario |   |           |           |
| Brasilien                         | – | Venezuela | 3:0 (2:0) |
| Kolumbien                         | – | Uruguay   | 1:1 (0:0) |

## Schiedsrichterinnen
- Estela Álvarez
- Adriana Farfán
- Débora Cruz
- Dione Rissios
- Alba Saldarriaga
- Vanessa Ceballos
- Helena Cantero
- Melany Bermejo
- Gabriela Bandeira
- Isley Delgado